# Cylindrocline
Cylindrocline es un género de plantas fanerógamas perteneciente a la familia de las asteráceas. Comprende 2 especies descritas y  aceptadas. Se encuentra en África.

## Taxonomía
El género fue descrito por Alexandre Henri Gabriel de Cassini y publicado en Bull. Sci. Soc. Philom. Paris 1817: 11. 1817.

## Especies aceptadas
A continuación se brinda un listado de las especies del género Cylindrocline aceptadas hasta julio de 2012, ordenadas alfabéticamente. Para cada una se indica el nombre binomial seguido del autor, abreviado según las convenciones y usos.
- Cylindrocline commersonii Cass.
- Cylindrocline lorencei A.J.Scott